# Рузаевский сельский округ
Рузаевский сельский округ (каз. Рузаев ауылдық округі) — административная единица в составе района имени Габита Мусрепова Северо-Казахстанской области Казахстана. Административный центр — село Рузаевка.
Население —3697 человека согласно переписи на 2025 год 1 января(2009, 6850 в 1999, 9026 в 1989).

## История
Рузаевский сельский совет образован 17 января 1928 года. 24 декабря 1993 года решением главы Кокчетавской областной администрации образован Рузаевский сельский округ.
В состав сельского округа вошли территория ликвидированного Калиновского сельского совета (села Рузаевка, Золотоноша, Сарыадыр, Сивковка, Чернобаевка) и село Бёрезовка Возвышенского сельского совета.

## Состав
В состав округа входят такие населенные пункты:
| Населенный пункт  | Население, человек (1989) | Население, человек (1999) | Население, человек (2009) |
| ----------------- | ------------------------- | ------------------------- | ------------------------- |
| Берёзовка, село   | 421                       | 492                       | 421                       |
| Золотоноша, село  | 471                       | 363                       | 132                       |
| Рузаевка, село    | 6941                      | 4714                      | 4420                      |
| Сарыадыр, село    | 284                       | 281                       | 202                       |
| Сивковка, село    | 339                       | 561                       | 469                       |
| Чернобаевка, село | 570                       | 439                       | 349                       |